# Sara Errani
Sara Errani, född 29 april 1987 i Bologna, är en italiensk professionell tennisspelare.

## Karriär
Errani har spelat professionell tennis sedan 2002. Bland hennes meriter kan 9 singeltitlar och 30 dubbeltitlar på WTA-touren nämnas. Hon har bland annat vunnit 5 grandslamtitlar. Vid OS 2024 tog hon guld i damdubbel tillsammans med Jasmine Paolini.